# Megafroneta
Megafroneta là một chi nhện trong họ Linyphiidae.